# فخرالدین اسعد گرگانی
فخرالدین اسعد گرگانی شاعر داستانگوی ایرانی نیمهٔ نخست سده پنجم هجری است. زادروز او در آغاز سده پنجم هجری در گرگان و چنانچه پسوند وی نشان می‌دهد اهل گرگان بوده است. درگذشت فخرالدین اسعد بعد از سال ۴۴۶ و گویا در اواخر عهد طغرل سلجوقی روی داده است.
وی زاده شهر باستانی جرجان (معرب گرگان) و از داستان‌سرایان بزرگ ایران است و سنی معتزلی مذهب بوده است. او همزمان با سلطان ابوطالب طغرل (۴۲۹–۴۵۵) می‌زیسته است. او در فتح اصفهان با طغرل همراه بوده و بعد از آنکه سلطان از اصفهان به قصد تسخیر همدان خارج شد، فخرالدین اسعد با وی به همدان نرفت و با عمید ابوالفتح مظفر نیشابوری حاکم اصفهان در آن شهر ماند و تا زمستان سال ۴۴۳ را در آن شهر به‌سر برد. گفتگوهای او با امیر ابوالفتح مظفر به نظم داستان ویس و رامین توسط او انجامید.
بعدها بسیاری از گویندگان در منظومه‌های خویش به شیوهٔ شاعری وی توجه نمودند که ازآن‌جمله نظامی گنجوی را باید نام برد که هنگام سرودن خسرو و شیرین به برخی از موارد این کتاب نظر داشته است.

## ویس و رامین
پیش کشیده شدن حدیث ویس و رامین بین او و عمید ابوالفتح مظفر نیشابوری، حاکم اصفهان، موجب شد که فخرالدین آن داستان را به نظم درآورد. این داستان از زبان پارسی میانه به فارسی نو درآمده و تأثیر زبان پهلوی یا پارسی میانه بر شاعر در این منظومه باعث شده که صورت اصل و کهنهٔ بسیاری از واژه ها را در کتاب خویش نگه دارد و افزون بر آن سادگی و بی‌پیرایگی نثر پهلوی شعر وی را بسیار روان و ساده و بی‌آلایش سازد. از این شاعر به جز «ویس و رامین» و چند بیت پراکنده اثر دیگری در دست نیست.
عطار در الهی‌نامه حکایتی دربارهٔ دلیل نوشته شدن ویس و رامین، نوشته است